# Thelma & Louise
Thelma & Louise é um filme de amigos e um filme de estrada americano de 1991, dos gêneros aventura e drama, dirigido por Ridley Scott e escrito por Callie Khouri. É estrelado por Geena Davis, que interpreta Thelma, e Susan Sarandon, intérprete de Louise, duas amigas que embarcam em uma viagem com consequências imprevistas. O elenco secundário é composto por Harvey Keitel, Michael Madsen e Brad Pitt em seu primeiro grande papel no cinema.
Embora o cenário do filme seja uma rota fictícia entre o Arkansas e o Grand Canyon, foi filmado quase inteiramente nos estados da Califórnia e Utah. Os principais locais de filmagem foram áreas rurais em torno de Bakersfield, Califórnia e Moab, Utah. As cenas do Grand Canyon foram filmadas ao sul do Parque Estadual Dead Horse Point, em Utah. Partes do filme também foram filmadas em Shafer Overlook, Monument Valley, La Sal Mountains, La Sal, Cisco, Old Valley City Reservoir, Thompson Springs, Parque Nacional dos Arcos e Crescent Junction, em Utah.
Pete Haycock no slide guitar contribuiu para Thunderbird, a música-tema do filme. Além de "Part of Me, Part of You" de Glenn Frey, que se tornou a música principal do filme, a trilha sonora incluiu músicas interpretadas por Chris Whitley, Martha Reeves, Toni Childs, Marianne Faithfull, Charlie Sexton, Grayson Hugh, B.B. King, e Michael McDonald.
Após seu lançamento, o filme tornou-se um sucesso crítico e comercial e é considerado um clássico cult, além de ter influenciado outros filmes e obras artísticas e tornado-se um marco no cinema feminista. Recebeu indicações e vitórias a diversos prêmios, incluindo oito indicações ao 45.º British Academy Film Awards, dentre as quais a de Melhor Filme, Melhor Diretor, Melhor Atriz (Davis e Sarandon) e Melhor Roteiro Original; ao 49.º Globo de Ouro, foi nomeado a Melhor Filme Dramático, Melhor Atriz (Davis e Sarandon) e ganhou Melhor Roteiro Original (Khouri). À 64.ª edição do Oscar, foi indicado nas categorias de Melhor Diretor, Melhor Atriz (Davis e Sarandon), Melhor Fotografia, Melhor Edição e Melhor Roteiro Original, vencendo esta última. O filme foi exibido fora de competição no Festival de Cannes de 1991. O British Film Institute publicou um livro sobre o filme em 2000 como parte de uma série Modern Classics. Na lista dos 101 melhores roteiros do Writers Guild of America Award, ele ficou na posição 72.
Em 2016, a Biblioteca do Congresso dos Estados Unidos selecionou-o para preservação no National Film Registry, considerando-o "cultural, histórico ou esteticamente significativo".

## Sinopse
As melhores amigas Thelma Dickinson (Geena Davis) e Louise Sawyer (Susan Sarandon) saíram para férias de fim de semana em uma cabana de pesca nas montanhas para dar uma pausa de suas vidas sombrias no Arkansas. Thelma, uma avoada dona de casa, é casada com um vendedor de tapetes desrespeitoso e controlador, Darryl (Christopher McDonald), enquanto Louise de língua afiada trabalha como garçonete em um restaurante e está namorando um músico, Jimmy (Michael Madsen), que passa a maior parte do tempo na estrada.
No caminho, elas param para beber em um bar de roadhouse, onde Thelma encontra e dança com um estranho flertante, Harlan (Timothy Carhart). Quando ele a leva para fora do estacionamento para tomar um ar fresco, ele começa a beijá-la e tirar a roupa sem o consentimento dela. Thelma resiste, mas Harlan se torna violento e depois tenta estuprá-la. Louise os encontra e ameaça atirar em Harlan com a arma que Thelma trouxe com ela. Harlan pára, mas, enquanto as mulheres se afastam, ele grita que ele deveria tê-la estuprado, dizendo-lhes "Eu deveria ter ido em frente e fodido com ela", antes de insultar Louise quando ela se vira. Em um ataque de raiva, Louise responde atirando no peito de Harlan, matando-o instantaneamente. Thelma horrorizada leva Louise até o carro e as duas fogem do local.
Em um motel, elas discutem como lidar com a situação. Thelma quer ir à polícia, mas Louise teme que ninguém acredite na alegação de Thelma de tentativa de estupro, já que Thelma estava bebendo e dançando com Harlan, e elas serão posteriormente acusados de assassinato. Elas decidem fugir, mas Louise insiste que elas viajem de Oklahoma para o México sem passar pelo Texas. Algo aconteceu com Louise no Texas vários anos antes, e Thelma suspeita que foi algo semelhante ao que aconteceu com Harlan, mas Louise diz veementemente que não falará sobre isso. Indo para oeste, as mulheres se deparam com um jovem andarilho atraente, J.D. (Brad Pitt), por quem Thelma rapidamente se apaixona, e Thelma convence Louise a deixá-lo pegar uma carona com elas. Louise entra em contato com Jimmy e pede que ele transfira suas economias para ela. Quando ela vai pegar o dinheiro, ela descobre que Jimmy veio entregar o dinheiro pessoalmente, e os dois passam a noite juntos. Jimmy pede Louise em casamento, mas ela se recusa. Enquanto isso, Thelma convida J.D. para seu quarto, e eles dormem juntos. Ela então descobre que ele é um ladrão que quebrou a liberdade condicional.
Na manhã seguinte, Thelma deixa J.D. em seu quarto de motel para encontrar Louise lá embaixo para o café da manhã, e, quando elas voltam, elas descobrem que J.D. roubou as economias de Louise e fugiu. Louise está perturbada, então uma Thelma culpada assume o comando e mais tarde rouba uma loja de conveniência próxima usando táticas que aprendeu ouvindo J.D. Enquanto isso, o FBI está mais perto de pegar as fugitivas depois que testemunhas no bar viram o Ford Thunderbird conversível 1966 de Louise sair correndo do estacionamento na noite do tiroteio. Seu paradeiro também é questionado pelo dono da cabine de pesca depois que as mulheres não chegaram para o fim de semana. O investigador da Polícia do Estado de Arkansas Hal Slocomb  (Harvey Keitel), liderando a investigação, questiona tanto J.D., que foi pego, quanto Jimmy e grampeia a linha telefônica na casa de Darryl. Ele descobre que Louise tinha sido estuprada anos antes no Texas, então ele simpatiza com sua situação e entende por que elas não relataram o assassinato de Harlan às autoridades. Durante algumas breves conversas telefônicas com Louise, ele expressa sua simpatia, mas não tem sucesso em suas tentativas de persuadí-la a se render.
Thelma diz a Louise que entende se quiser voltar para casa, sabendo que tem Jimmy esperando por ela, mas explica que não pode voltar para Darryl. Louise promete que elas continuarão juntos. Enquanto volta à estrada, Thelma reflete sobre o que Harlan tinha feito com ela e tenta perguntar a Louise se o que aconteceu com ela também aconteceu com Louise no Texas. Louise diz que não está falando sobre isso e diz a Thelma para nunca mais tocar no assunto. Mais tarde, elas são paradas por um policial estadual do Novo México por excesso de velocidade. Sabendo que logo descobrirá que elas são procuradas por assassinato e assalto à mão armada, Thelma o segura sob a mira de uma arma e o tranca no porta-malas de seu carro de polícia, enquanto Louise pega sua arma e munição. Elas dirigem para longe do local e passam as próximas noites indo mais para oeste. Na estrada, elas encontram um motorista de caminhão de boca suja que repetidamente faz gestos obscenos para elas. Elas encostam e exigem um pedido de desculpas dele; quando ele se recusa, elas atiram no tanque de combustível que ele dirigia, fazendo com que explodisse. As mulheres o deixam preso no deserto com os destroços do petroleiro.
Thelma e Louise são finalmente encurraladas pelas autoridades a apenas cem metros da borda do Grand Canyon. Hal chega ao local, mas lhe é recusada a chance de fazer uma última tentativa de convencer as mulheres a se renderem. Em vez de serem capturadas e passarem o resto de suas vidas na cadeia, Thelma propõe que elas "continuem". Louise pergunta a Thelma se ela tem certeza, e Thelma diz que sim. Elas se beijam, Louise pisa no acelerador, e elas aceleram sobre o penhasco enquanto Hal os persegue desesperadamente a pé.

## Elenco
- Susan Sarandon como Louise Elizabeth Sawyer
- Geena Davis como Thelma Yvonne Dickinson
- Harvey Keitel como Detetive Hal Slocomb
- Michael Madsen como Jimmy Lennox
- Christopher McDonald como Darryl Dickinson
- Stephen Tobolowsky como Max
- Brad Pitt como J.D.
- Timothy Carhart como policial estadual
- Jason Beghe como State Trooper
- Marco St. John como motorista de caminhão (não creditado)

## Recepção
Depois de assistir ao filme, a cantora e compositora Tori Amos escreveu "Me and a Gun", a história de seu estupro vários anos antes.

### Critica
Certos detractores de Thelma e Louise também invocam a suposta homossexualidade das heroínas e geralmente acrescentam considerações lesbofóbicas como argumento suplementar para justificar a sua rejeição do filme. 1868 O filme foi recebido positivamente pelos movimentos lésbicos. “É o primeiro filme que vi onde a verdade é realmente mostrada”, disse Mary Lucey, uma ativista lésbica de Los Angeles.
O filme também recebeu duras críticas de quem achava que era preconceituoso contra os homens e que suas representações de homens eram injustamente negativos. Esta opinião não é compartilhada por outras pessoas, a começar pelos membros da equipe de filmagem, surpresos com os comentários denunciando a misandria do filme, que destacam a variedade de personagens masculinos. Além do marido machão, do estuprador e do caminhoneiro obsceno, há Hal, o policial simpático, JD, o pequeno bandido com o corpo dos sonhos que é ao mesmo tempo ladrão e sedutor, Jimmy, o homem sensível, raivoso, mas bem-intencionado. que acaba pedindo Luísa em casamento, que sofre profundamente com o rompimento, mas respeita as escolhas do companheiro. Entre os personagens de terceira categoria está o lojista honesto que sugere que Thelma compre bebidas alcoólicas em embalagens maiores. Ou o velho com quem Louise troca as jóias pelo chapéu numa cena em que parecem partilhar as mesmas condições de vida num lugar no fim do mundo e ter desenvolvido espontaneamente um vínculo que lhes permite compreenderem-se através um simples olhar. Pelo contrário, nem todas as mulheres se apresentam da melhor forma. Se excetuarmos Thelma, Louise e a garçonete (que a princípio pede a Harlan que não aborreça seus clientes antes de convencer Hal da inocência das duas mulheres), as personagens femininas são apresentadas de forma negativa: nos banheiros do salão Há uma cena em que mulheres ridiculamente se empurram na frente do espelho para arrumar o cabelo e a maquiagem; Empregada de motel em Oklahoma faz comentários estúpidos e inapropriados para Louise logo depois que Jimmy a deixa.
Parte do público percebe Thelma e Louise como um filme muito violento. Certos críticos evocam o “paroxismo de violência gratuita” que as duas heroínas apresentam, considerando que têm “comportamento sádico”.
Na cena onde Demi Moore interage com outras mulheres no filme G.I. Jane, são identificadas duas garotas cujos nomes são Thelma e Louise. Trata-se de uma homenagem do diretor Ridley Scott ao filme Thelma & Louise, ambos os filmes foram dirigidos por ele.

### Feminismo
Numerosos críticos e escritores comentaram sobre as fortes implicações feministas de Thelma & Louise. A crítica de cinema B. Ruby Rich elogia o filme como uma validação intransigente das experiências das mulheres, enquanto Kenneth Turan o chama de "road movie neofeminista". Em seu ensaio "The Daughters of Thelma and Louise", Jessica Enevold argumenta que o filme constitui "um ataque aos padrões convencionais de comportamento machista chauvinista em relação às fêmeas". Além disso, "expõe os estereótipos tradicionais dos relacionamentos entre homens e mulheres", enquanto reescreve os papéis típicos de gênero do gênero filme de estrada.
Em sua resenha para o Los Angeles Times, a crítica de cinema Sheila Benson se opõe à caracterização do filme como feminista, argumentando que é mais preocupado com a vingança e a violência do que os valores feministas.
Em sua resenha para o New York Post, o crítico de cinema Kyle Smith descreve o filme como "um conto misógino sobre mulheres inacreditavelmente astutas que perdem o que resta de sua razão sob pressão e sofrem a punição final". A crítica de Smith se concentrou menos no fato de que o filme é protagonizado por personagens femininas e, em vez disso, aponta as terríveis decisões que essas personagens femininas tomam ao longo de todo o filme.
Em um artigo comemorativo do 20º aniversário do filme, em 2011, Raina Lipsitz chamou-o de "o último grande filme sobre mulheres" e disse que ele anunciava as conquistas das mulheres que fizeram com que 1992 se tornasse "o ano da mulher". No entanto, ela também disse que os filmes com temas femininos já estão perdendo terreno.

## Prêmios
Oscar 1992
| Categoria               | Notas          | Resultado |
| ----------------------- | -------------- | --------- |
| Melhor Diretor          | Ridley Scott   | Indicado  |
| Melhor Atriz Principal  | Geena Davis    | Indicado  |
| Melhor Atriz Principal  | Susan Sarandon | Indicado  |
| Melhor Roteiro Original | Callie Khouri  | Venceu    |
| Melhor Edição           | Thom Noble     | Indicado  |
| Melhor Fotografia       | Adrian Biddle  | Indicado  |

Golden Globe Awards 1992
| Categoria            | Notas           | Resultado |
| -------------------- | --------------- | --------- |
| Melhor Filme - Drama | Thelma & Louise | Indicado  |
| Melhor Atriz - Drama | Geena Davis     | Indicado  |
| Melhor Atriz - Drama | Susan Sarandon  | Indicado  |
| Melhor Roteiro       | Callie Khouri   | Venceu    |